# 土田晃透
土田 晃透（つちだ てるみち、1921年（大正10年）8月22日 - 2008年（平成20年）10月20日）は、日本の経営者。元明治生命保険社長・会長。元生命保険協会会長。大分県出身。

## 略歴
- 1943年（昭和18年）9月 東京帝国大学経済学部卒業[2]
- 1946年（昭和21年）8月 明治生命保険株式会社入社
- 1969年（昭和44年）5月 明治生命保険相互会社取締役
- 1972年（昭和47年）5月 明治生命保険相互会社常務取締役
- 1979年（昭和54年）7月 明治生命保険相互会社専務取締役
- 1982年（昭和57年）4月 明治生命保険相互会社取締役社長
- 1986年（昭和61年）7月 社団法人生命保険協会会長
- 1989年（平成元年）6月 三菱地所株式会社監査役
- 1990年（平成2年）4月 明治生命保険相互会社取締役会長
- 1991年（平成3年）6月 株式会社ニコン取締役
- 1991年（平成3年）11月 勲二等旭日重光章受章[3]
- 1998年（平成10年）4月 明治生命保険相互会社取締役相談役
- 1998年（平成10年）6月 パイオニア株式会社監査役
- 1998年（平成10年）7月 明治生命保険相互会社相談役
- 2004年（平成16年）1月 明治安田生命保険相互会社相談役
- 2005年（平成17年）1月 明治安田生命保険相互会社特別顧問